# Change UK - The Independent Group
Change UK – The Independent Group è stato un partito politico britannico europeista fondato nel febbraio 2019 come raggruppamento, e registrato ufficialmente nell'aprile 2019. Il partito si è sciolto ufficialmente il 19 dicembre dello stesso anno, dopo che nessuno dei candidati alle elezioni generali nel Regno Unito del 2019 è stato eletto.
I sette membri fondatori del partito sono deputati della Camera dei comuni dimessisi dal Partito Laburista citando la loro insoddisfazione sull'approccio laburista alla Brexit e le accuse di antisemitismo all'interno del partito. Inizialmente fondarono il gruppo denominato The Independent Group, e nei giorni successivi si unirono anche un altro deputato ex-laburista, citando ragioni simili, e tre deputati ex-conservatori, citando la loro opposizione alla gestione del partito della Brexit.
Nel marzo 2019 il gruppo annunciò che aveva iniziato la procedura per registrarsi come partito politico, con Heidi Allen come leader ad interim, in modo da poter proporre candidati alle elezioni europee del maggio 2019, in cui comunque non ha ottenuto rappresentanti. La registrazione come "Change UK - The Independent Group" fu confermata il 15 aprile 2019.
Il partito non ha membri ufficialmente riconosciuti nelle amministrazioni locali britanniche, anche se in Inghilterra diversi consiglieri locali hanno lasciato il Partito Laburista e hanno dichiarato il loro sostegno al gruppo. A seguito del disastroso risultato alle elezioni europee del 2019, il gruppo si è diviso, con sei deputati che lo hanno lasciato per sedere come Indipendenti.

## Obiettivi e politica
Il gruppo ha affermato di voler perseguire una politica legata ai fatti e non alle ideologie, essendo aperti a opinioni differenti. Tra i valori citati vi sono l'economia sociale di mercato, la libertà di stampa, l'ambientalismo, la devoluzione, il principio di sussidiarietà, e l'opposizione alla Brexit. Tutti sostengono l'idea di un nuovo referendum sull'Unione europea.
Gavin Shuker ha affermato che "sosteniamo un commercio regolato ma in cambio ci aspettiamo lavori sicuri e ben pagati", mentre Chris Leslie ha sottolineato che il gruppo è pro-NATO. Inoltre il gruppo ha affermato di sostenere una economia sociale di mercato mista.

## Membri

### Deputati nel 2019
| Nome                      | Collegio        | Precedente partito | Precedente partito | Data elezione | Adesione         |
| ------------------------- | --------------- | ------------------ | ------------------ | ------------- | ---------------- |
| Ann Coffey                | Stockport       |                    | Laburista          | 1992          | 18 febbraio 2019 |
| Mike Gapes                | Ilford South    |                    | Laburista Co-op    | 1992          | 18 febbraio 2019 |
| Chris Leslie              | Nottingham East |                    | Laburista Co-op    | 1997          | 18 febbraio 2019 |
| Joan Ryan                 | Enfield North   |                    | Laburista          | 1997          | 19 febbraio 2019 |
| Anna Soubry               | Broxtowe        |                    | Conservatore       | 2010          | 20 febbraio 2019 |
| Legenda: Membro fondatore |                 |                    |                    |               |                  |

### Ex membri del partito
| Nome                      | Collegio                   | Precedente partito | Precedente partito | Data elezione | Adesione         | Abbandono     |
| ------------------------- | -------------------------- | ------------------ | ------------------ | ------------- | ---------------- | ------------- |
| Heidi Allen               | South Cambridgeshire       |                    | Conservatore       | 2015          | 20 febbraio 2019 | 4 giugno 2019 |
| Luciana Berger            | Liverpool Wavertree        |                    | Laburista Co-op    | 2010          | 18 febbraio 2019 | 4 giugno 2019 |
| Gavin Shuker              | Luton South                |                    | Laburista Co-op    | 2010          | 18 febbraio 2019 | 4 giugno 2019 |
| Angela Smith              | Penistone and Stocksbridge |                    | Laburista          | 2005          | 18 febbraio 2019 | 4 giugno 2019 |
| Chuka Umunna              | Streatham                  |                    | Laburista          | 2010          | 18 febbraio 2019 | 4 giugno 2019 |
| Sarah Wollaston           | Totnes                     |                    | Conservatore       | 2010          | 20 febbraio 2019 | 4 giugno 2019 |
| Legenda: Membro fondatore |                            |                    |                    |               |                  |               |